# Estación Eufemio Uballes
Uballes es el nombre que recibía una estación de ferrocarril ubicada en el pequeño paraje rural de Eufemio Uballes, partido de Tapalqué, provincia de Buenos Aires, Argentina.

## Historia
La estación era intermedia del otrora Ferrocarril Provincial de Buenos Aires para los servicios interurbanos y también de carga hacia y desde La Plata y Estación Olavarría. No opera servicios desde 1968.

## Ubicación
Se encuentra a 33 km al SO de Tapalqué; y a 41 km de Azul.